# Argenton (Lot-et-Garonne)
Argenton település Franciaországban, Lot-et-Garonne megyében. Lakosainak száma 316 fő (2022. január 1.). Argenton Guérin, Poussignac, Bouglon, Grézet-Cavagnan, Romestaing és Ruffiac községekkel határos.

## Népesség
A település népességének változása:
| Lakosok száma | 307  | 258  | 269  | 265  | 328  | 314  | 315  | 324  | 320  | 316  |
|               | 1968 | 1982 | 1990 | 2006 | 2013 | 2015 | 2017 | 2019 | 2020 | 2022 |